# مارشا غرين
مارشا غرين (بالإنجليزية: Marsha Green)‏ هي منافسة ألعاب القوى أسترالية، ولدت في 26 يوليو 1975 في سيدني في أستراليا.

## روابط خارجية
- مارشا غرين على موقع النتائج التاريخية لألعاب القوى الأسترالية (الإنجليزية)
- مارشا غرين على موقع Paralympic.org (الإنجليزية)